# Slag bij Valcour Island

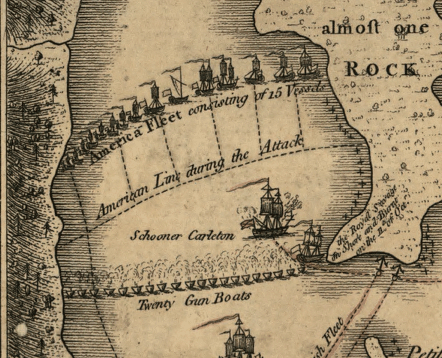
Slag bij Valcour Island: Boven: Amerikaanse vloot van 25 schepen - Midden: schoener Carleton - 20 Britse kanonneerboten en onder: de Britse vloot

De Slag bij Valcour Island, ook bekend als de Slag van Valcour Bay, was een slag in de engte van het Champlainmeer, gelegen tussen het vasteland van New York en Valcour Island. Hij wordt algemeen beschouwd als de eerste marineslag die de United States Navy vocht tegen de toenmalige Britse vijand. Hoewel de slag eindigde met de vernietiging van de meeste Amerikaanse schepen, was het gevolg van de campagne dat de Britse opmars naar het zuiden een jaar vertraagd werd, tot de uiteindelijke Britse nederlaag in de Slag bij Saratoga in oktober 1777.

## Geschiedenis
Na de mislukte Amerikaanse invasie van Canada, begonnen de Britten een tegenoffensief met als doel de vallei van de rivier Hudson in handen te krijgen, die zich uitstrekte naar het zuiden, vanaf het Champlainmeer. De controle over de bovenloop van de Hudson zou de Britten in staat hebben gesteld een verbinding tot stand te brengen tussen hun Canadese strijdkrachten en die in de door de Britten bezette stad New York, waarmee de Amerikaanse kolonies van New England gescheiden zouden worden van die in het zuiden, wat mogelijk de beëindiging van de Amerikaanse Onafhankelijkheidsoorlog zou hebben betekend.
Stroomopwaarts van de Hudson, werd deze beschermd door Amerikaanse versterkingen van Fort Crown Point en Fort Ticonderoga, die terug in Amerikaanse handen waren gevallen. Maar met de uitschakeling van deze versterkingen, het jaar voordien door de Engelsen, werd voortaan het handelsverkeer van troepen en bevoorrading, vanaf de vallei van de Saint Lawrencerivier tot het noorden gecontroleerd door de Britten. Afmeer- en ankerplaatsen werden door hen bemoeilijkt of verboden. Dit alles maakte voor de Amerikanen het bijna onmogelijk, om nog over het water te reizen van het Champlainmeer, de enige snelle levensnoodzakelijke trajectkeuze.
Maar de forten en enige schepen waren in Amerikaanse handen en ofschoon de schepen licht bewapend waren, maakten ze toch de Britten het leven zuur, doordat ze hun transporten van troepen en bevoorrading, op hun beurt bijna onmogelijk maakten voor de Engelsen. De Britten besloten tot actie en bouwden hun vloot te Fort Saint-Jean in Quebec en de Amerikanen aan het andere eind van het uitgestrekte Champlainmeer in Skeneborough.
De Britten hadden behoorlijke voorzieningen, vakkundige werklui en demonteerbare schepen, overgebracht vanuit Engeland met inbegrip van een 180 ton zwaar oorlogsschip, dat terug op het meer weer ineen werd gezet. In totaal had de Engelse vloot zo'n 30 schepen, tweemaal zoveel als de Amerikanen en tweemaal zoveel vuurkracht als de Amerikaanse schepen.

## De slag
Brigadegeneraal Benedict Arnold's vlaggenschip was aanvankelijk de "USS Royal Revenge", een tweemast-schoener, maar hij verkoos op het laatste moment de "USS Congress", een vrijwillig geroeid kanonneer-galeischip. Vermoedelijk verkoos hij de galei omdat die beter hanteerbaar was dan de schoener, dit vooral om de strijd beter te kunnen leiden. Arnolds vloot was samengesteld uit de schoeners "USS Revenge", de "USS Liberty", alsook de "USS Enterprise", een sloep en acht gondolas: "USS New Haven", "USS Providence", "USS Boston", "USS Spitfire", "USS Philadelphia", "USS Connecticut", "USS Jersey", "USS New York" en de galei "USS Trumbull".

### De minizeeslag
Om het hoofd te kunnen bieden aan de Amerikaanse vloot werden de Britse Royal Navyschepen samengesteld in Quebec, met het vlaggenschip "HMS Inflexible", de schoener "HMS Maria", "HMS Carleton", "HMS Royal Convert", de ketch "HMS Thunderer" alsmede 20 kanonneerboten, die bewapend waren met een enkel boegkanon. Generaal Arnold trachtte een sluwe aanval uit te voeren met zijn minder sterke strijdmacht, tegenover de Britse Navy, met de keuze om de Britse strijdmacht aan te vallen in de nauwe wateren, nabij de rotsachtige kustwateren tussen het vasteland en Valcour Island. Hij meende dat de Britse vloot, met hun grotere schepen, daar moeilijker kon manoeuvreren.
Dit plan werd voorzien om de superieure vuurkracht van de Engelsen zo veel mogelijk te omzeilen, in de letterlijke zin van het woord en zelf zo veel mogelijk schade toe te brengen.
De Britse vloot nam haar posities in tijdens de namiddag en vormde een front van 300 yards, tegenover de Amerikaanse slaglinie, waarvan de kleine Amerikaanse kanonneerboten al tot de aanval overgingen, met daarachter de vijf grotere schepen, die hen volgden op zo'n 50 à 100 meter afstand. Meteen openden de grotere Britse zeilschepen een breedzijsalvo naar de aanvallende Amerikaanse Navy. De Amerikaanse kanonneerboten schoten als antwoord met hun boegkanonnen. Deze strijd zou vijf uren aanhouden. Gedurende de wisselende beschietingen aan beide zijden, werd de "USS Revenge" als eerste hevig beschadigd waarna ze in brand vloog. De Amerikaanse bemanning verliet het brandende schip.
De "USS Philadelphia" werd eveneens getroffen en zonk even later rond 18.30 u. (Het wrak werd in 1935 teruggevonden, gelicht en geborgen als museumschip. Dankzij het altijd koude water van het meer, is het tot heden redelijk bewaard gebleven.) De "USS Royal Savage" liep door de manoeuvres aan de grond. De bemanning kon het schip niet meer vlot krijgen en stak het in brand om te verhinderen dat het schip in Britse handen zou vallen. De "USS Congress", "USS Washington", "USS Jersey" en de "USS New York", werden eveneens ernstig beschadigd door het aanhoudende Britse geschut. Het leek voor de Amerikanen een hopeloze zaak.
Aan Britse zijde vielen er ook slachtoffers. De "HMS Carleton" werd op zijn beurt zwaar getroffen en men trachtte het beschadigde schip te laten stranden, zodat ze uiteindelijk aan de grond liep. De "HMS Royal Savage" werd gedwongen tot terugtrekking, toen ze onder hevig Amerikaans kanonvuur kwam te liggen. Een kleine kanonneerboot, onder bevel van luitenant Dufais beschoot de "HMS Royal Savage" zodanig, dat deze ontplofte en daarna naar de bodem van het Champlainmeer zonk. De meeste Britse kanonneerboten werden eveneens getroffen en werden gedwongen tot een voorlopige aftocht, waar ze weer een slaglinie vormden op zo'n 700 meter afstand, tegenover de Amerikaanse schepen. Twee van hun kanonneerboten werden zo zwaar toegetakeld, dat ze noodgedwongen tot zinken werden gebracht, na de strijd.

### De terugtocht
11 oktober 1776 - De minizeeslag was nog lang niet voorbij voor de Amerikanen toen de avond viel. Bewust van de naderende nederlaag besliste generaal Arnold tot een algemene aftocht. Hij slaagde erin om, onder dekking van de duisternis, zijn nog resterende schepen door de Britse linies heen te loodsen en trachtte het beschermende Amerikaanse Fort Crown Point te bereiken, dat zich aan het zuideinde van het uitgestrekte meer bevond. De Amerikanen werden overvallen door het slechte weer, kort voordat ze hun einddoel hadden bereikt.
12 oktober - Na een tocht van 8 mijl zag generaal Benedict Arnold een zwaar beschadigd schip van zijn vloot drijven, de "USS Providence", dat zeker in het ondiepe water lag en blijkbaar vastliep aan de grond, in de Buttonmold Bay, nabij Schluyter Island. Doordat ze de Amerikaanse schepen niet meer kon volgen en tevens achtervolgd werd door de Engelse vloot, werd het verloren verklaard schip ontdaan van haar geschut en kruitpoeder en alles wat nog bruikbaar was werd meegenomen. De "USS New Jersey" liep eveneens vast aan de grond waarna de bemanning van kapitein Lee hetzelfde ondernam als op de "USS Providence". Daarna werden deze schepen eigenhandig in brand gestoken om te verhinderen dat ze in Britse handen zouden vallen.
13 oktober - De achtervolgende Britse vloot trof uiteindelijk het restant van de Amerikaanse vloot aan bij Split Rock. De Britten openden weer het vuur zodat het vlaggenschip van generaal Arnold, de "USS Congress" tijdens haar oversteek naar Split Rock zwaar beschadigd werd. Arnold liet de verhakkelde boot stranden en stak het kanonneer-galeischip in brand, ter voorkoming dat ze door de Britten zou gekaapt worden. De "USS Washington" echter werd wel gekaapt door de Britten.
Generaal Arnold liet ongeveer 200 manschappen aan land gaan nabij Crown Point en liet zijn resterende schepen, die alle ontdaan werden van alle bruikbare zaken, in brand steken. Deze schepen waren de "USS Trumbull", "USS Revenge", "USS New York" en de "USS Liberty", die veilig en wel aankwamen, maar toch in brand werden gestoken. Arnolds mannen trokken verder te voet waar ze Fort Ticonderoga bereikten op 20 oktober 1776.

### Tot slot
De Britten hadden de Amerikaanse schepen opgeruimd en beheersten daarmee het meer. Toen de Amerikanen Fort Ticonderoga bereikten op 20 oktober viel echter de eerste sneeuw, waardoor de Britse bevelhebber generaal Guy Carleton zijn verdere opmars naar Fort Ticonderoga en Fort Crown Point moest uitstellen. Tegen eind november liet hij zijn leger terugtrekken naar hun winterkamp in Canada. Dit uitstel zou nadelige gevolgen hebben voor de Britten.
Het daarop volgende jaar werd een beter georganiseerd Amerikaans leger op de been gebracht dat de Britse opmars tot staan zou brengen in de Slag bij Saratoga. Hiermee werd ook de weg geplaveid voor de deelname aan de strijd aan Amerikaanse zijde van de Fransen.